# Лапчатка семилисточковая
Лапчатка семилисточковая (лат. Potentilla heptaphylla) — вид растений рода Лапчатка (Potentilla) семейства Розовые (Rosaceae).

## Распространение и экология
Европа, Малая Азия, Западная Сибирь. На лугах, задернованных степных участках.

## Ботаническое описание
Стебли 10—25 см длиной, распростёртые или в верхней половине приподнимающиеся, покрыты длинными оттопыренными или вниз отклоненными волосками и красными стебельчатыми железками. Прикорневые листья с 7—9 листочками. Листочки овально-ланцетные, продолговато обратнояйцевидные, с клиновидным цельнокрайным основанием, с 4—6 острыми зубцами, с обеих сторон опушены мягкими оттопыренными волосками. Листочки стеблевых листьев с немногими зубцами на верхушке.
Соцветие рыхлое, более или менее многоцветковое. Цветки 8—12 мм в диаметре. Наружные продолговатые, узколинейные чашелистики почти вдвое уже яйцевидно-ланцетных или яйцевидных внутренних. Орешки морщинистые или гладкие, столбик вверху слегка утолщенный, гвоздевидный.